# Rictulariinae
Die Rictulariinae sind eine Unterfamilie der Rollschwänze mit 100 Arten. Sie sind die einzige Unterfamilie in der Familie Rictulariidae und diese wiederum in der Überfamilie Rictularoidea. Sie sind Parasiten bei Säugetieren (Nagetiere, Raubtiere, Fledertiere, Insektenfresser und Primaten).

## Merkmale
Rictularoidea haben die Merkmale der Rollschwänze. Die Pseudolippen sind nicht gelappt, haben aber eine variable Zahl von Zähnen an ihrem freien Rand. Unmittelbar hinter den Pseudolippen ist die Kutikula häufig kragenartig erweitert. Die Kopfpapillen sind mit den äußeren Lippenpapillen verschmolzen.
Rictularoidea haben einen indirekten Entwicklungszyklus mit Insekten als Zwischenwirt.

## Systematik
Die Familie wurde in der Vergangenheit auch den Überfamilien Spiruroidea oder Thelazioidea zugeordnet. Die Arbeit Quentins aus dem Jahr 1969 zeigte jedoch, dass der Ursprung der Rictulariiden nahe den Seuratoidea liegt und sie eine unabhängige Linie innerhalb der Rollschwänze sind, so dass Roy C. Anderson (1976) sie als eigene Überfamilie einstufte. Hodda (2022) gliedert die Unterfamilie in fünf Gattungen:
- Pseudorictularia Dollfus & Desportes, 1945
- Pterygodermatites Wedl, 1861
- Rictularia Froelich, 1802
- Rictularina Johnston & Mawson, 1941
- Rictularioides Hall, 1916